# 3 Souhaits
 (avril 2013).
 (juillet 2025).
Motif : La page est marquée comme à sourcer depuis avril 2013, et aujourd'hui il n'y a qu'une source. Quelle est la notoriété de cette série ?
- Archive Wikiwix
- Bing
- Cairn
- DuckDuckGo
- E. Universalis
- Gallica
- Google
- G. Books
- G. News
- G. Scholar
- Persée
- Qwant
- (zh) Baidu
- (ru) Yandex
- (wd) trouver des œuvres sur Wikidata

| 1. | Préciser le motif de la pose du bandeau. | Précisez le motif de la pose du bandeau en utilisant la syntaxe suivante : {{admissibilité à vérifier\|date=juillet 2025\|motif=remplacez ce texte par le motif}}               |
| 2. | Informer les utilisateurs concernés.     | Pensez à avertir le créateur de l'article, par exemple, en insérant le code ci-dessous sur sa page de discussion : {{subst:avertissement admissibilité à vérifier\|3 Souhaits}} |

3 Souhaits est une série de bande dessinée en trois tomes éditée en 2010 par les éditions Drugstore, dessinée par Paolo Martinello, et scénarisée par Mathieu Gabella.
La série est composée de trois bandes dessinées comme les trois souhaits que le héros devra accomplir :
- 1- L'Assassin et la lampe
- 2- La Cité aux mille colonnes
- 3- La Tombe de Salomon

## Synopsis
Jérusalem, au temps des Croisades. Le Kabyle est un haschichin, un tueur fanatique. Il vient de se sacrifier pour sa cause.
Mais, au lieu de mourir et de rejoindre le paradis qu'on lui avait promis, il est devenu un djinn. Un génie, enfermé dans une lampe pour l'éternité.
Cependant il a une possibilité de se libérer. S’il ne veut pas rester prisonnier de la lampe jusqu’à la fin des temps, il devra accomplir trois missions. Atteindre les trois objectifs que son nouveau maître va lui fixer. Ses trois souhaits.
Pour cela, il aura quelques atouts, mais ses pouvoirs sont limités, et le placent loin derrière les génies des contes…

## Personnages
La série a la spécificité d'utiliser des personnages des contes des Mille et Une Nuits ainsi que des personnages historiques, en plus des personnages inventés par le scénariste.
- Kabyle : le héros de la série, au début un Haschichin puis un djinn transformé par le pouvoir de la lampe. Il va devoir accomplir trois souhaits pour ses maîtres[1].
- Saladin/Aladin : Saladin est le "méchant" de la série. Dès le début de la série, il tente de s'emparer du pouvoir de Jérusalem. On apprendra plus tard qu'il est en fait parti à la recherche de la lampe des années auparavant sous le nom d'Aladin accompagné d'Ali Baba, de Sinbad et de Shéhérazade. Il est devenu un djinn et a le pouvoir de créer des doubles de lui-même.
- Sinan/Ali Baba : Il recueille Kabyle, au début du premier tome, puis l'entraîne en tant qu'haschichin. On apprendra plus tard qu'il est en fait parti à la recherche de la lampe des années auparavant sous le nom d'Ali Baba accompagné d'Aladin, de Sinbad et de Shéhérazade. Il est devenu un djinn et dispose depuis du pouvoir de créer des portails entre plusieurs endroits même éloignés.
- Esther : Esther est une golem, une créature de sable créée à partir des oiseaux Rokh, anciens gardiens de la lampe. C'est elle qui a transformé Kabyle en djinn en le faisant regarder dans la lampe avant qu'il ne meure. Elle a été créée à l'image de Shéhérazade et est tombé amoureuse de Kabyle.
- Sinbad : Sinbad était un ancien fils de négrier. Il est parti à la recherche de la lampe des années avant le début de l'histoire accompagné d'Ali Baba, de Aladin et de Shéhérazade. Après être passé dans la lampe, il a été jeté dans la gueule d'un oiseau Rohk par Aladin mais a été sauvé par son pouvoir qui lui a permis de contrôler les golems..
- Simon : C'est un golem comme Esther. Il l'a aidé à faire de Kabyle un djinn puis continue d'aider Sinbad en bloquant notamment Ali Baba avec un collier magique de sable.
- Shéhérazade : Elle est partie à la recherche de la lampe des années avant l'histoire accompagnée d'Ali Baba, de Sinbad et d'Aladin. Elle a ensuite disparue et elle s'est rendue sur la tombe de Salomon.
- Baudouin IV de Jérusalem dit le Roi lépreux : Il contrôle la ville de Jérusalem et discute avec Saladin qui veut s'en emparer. Ils sont alors interrompus par Sinan.